# Route 351 (Québec)
Pour les articles homonymes, voir Route 351.
La route 351 (R-351) est une route régionale québécoise d'orientation nord / sud située sur la rive nord du fleuve Saint-Laurent. Elle dessert la région administrative de la Mauricie.

## Tracé
La route 351 débute à Saint-Barnabé, à une intersection avec la route 153. Elle parcourt un trajet en forme de « U » inversé pour rejoindre, à l'autre extrémité la ville de Shawinigan, où elle rejoint la route 153 et se termine à une intersection avec celle-ci.

## Localités traversées (du sud au nord)
Liste des municipalités dont le territoire est traversé par la route 351, regroupées par municipalité régionale de comté.

### Mauricie
Maskinongé
- Saint-Barnabé
- Charette
- Saint-Élie-de-Caxton
- Saint-Mathieu-du-Parc

Hors MRC
- Shawinigan

## Intersections majeures
| MRC                                           | Municipalité  | km    | Destinations                                                                   | Notes                                    |
| --------------------------------------------- | ------------- | ----- | ------------------------------------------------------------------------------ | ---------------------------------------- |
| Maskinongé                                    | Saint-Barnabé | 0,00  | R-153 – Saint-Boniface, Yamachiche, Saint-Barnabé                              | La R-351 sud devient la R-153 sud        |
| Maskinongé                                    | Charette      | 4,80  | R-350 ouest – Saint-Paulin                                                     | Terminus sud du multiplex avec la R-350  |
| Maskinongé                                    | Charette      | 6,40  | R-350 est – Saint-Boniface                                                     | Terminus nord du multiplex avec la R-350 |
| Shawinigan                                    | Shawinigan    | 41,30 | A-55 vers R-155 nord – La Tuque, Trois-Rivières                                | Sortie 217 de l'A-55                     |
| Shawinigan                                    | Shawinigan    | 43,10 | R-153 (Avenue Champlain (direction sud) et Avenue Saint-Marc (direction nord)) |                                          |
| - Terminus de multiplex - Transition de route |               |       |                                                                                |                                          |